# Lithobius cerii
Lithobius cerii är en mångfotingart som beskrevs av Karl Wilhelm Verhoeff 1943. Lithobius cerii ingår i släktet Lithobius och familjen stenkrypare. Inga underarter finns listade i Catalogue of Life.